# Темпл-Бар (Дублин)

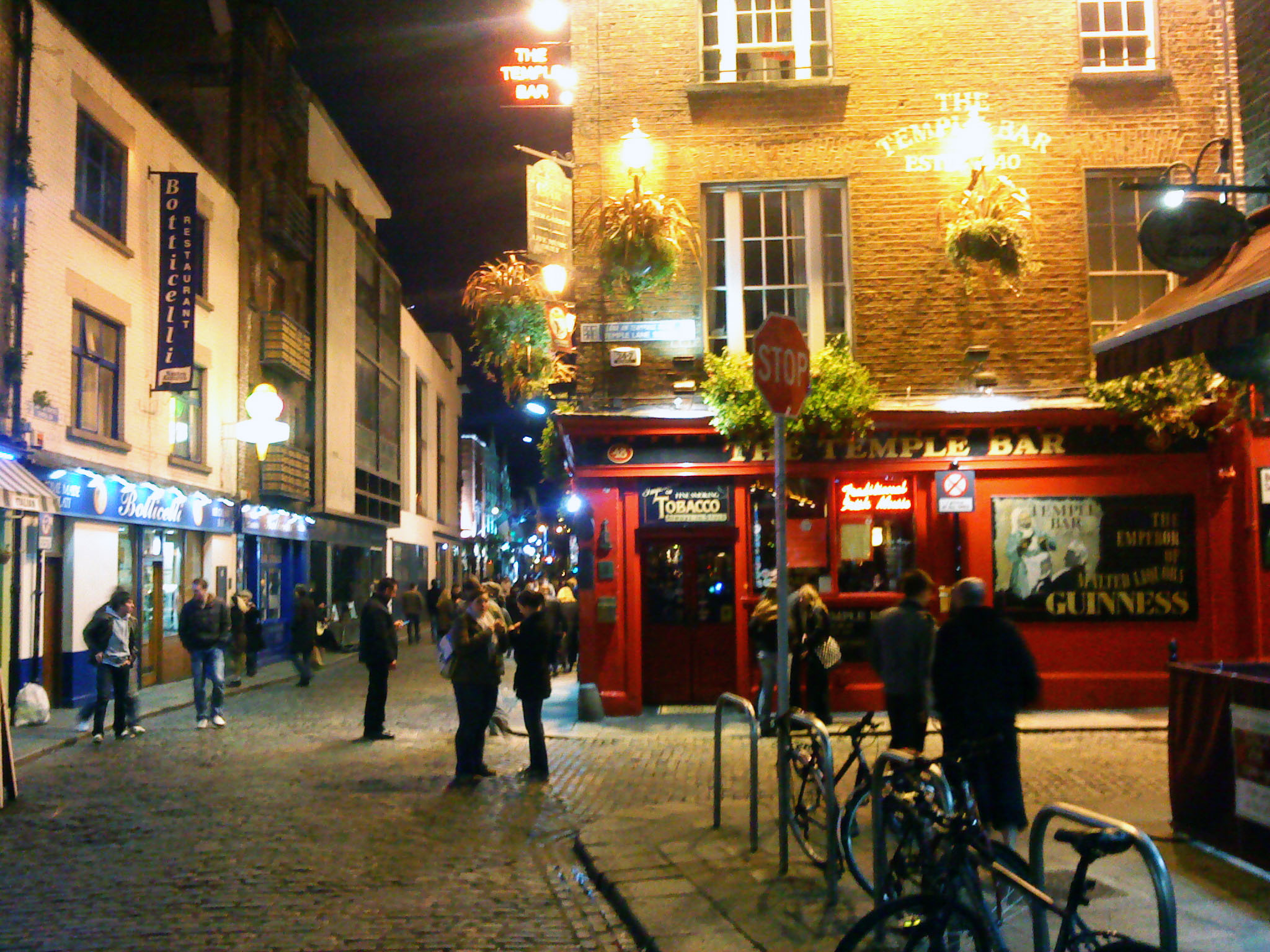
Темпл Бар ночью

Темпл-Бар (англ. Temple Bar, ирл. Barra an Teampaill) — один из старейших районов Дублина, на территории которого располагается множество пабов и магазинов. Из-за алкоголя в квартале ночью есть проблемы с тишиной и порядком.
В Средние века район назывался приходом Св. Андрея (St Andrews Parish). Он опустел в XIV веке и вновь начал развиваться в XVII, когда и появилось современное название.
В 1991 году правительством была создана некоммерческая компания для надзора за этим культурным кварталом Дублина.
В Темпл-Баре расположен принадлежащий группе U2 отель The Clarence Hotel, одно из самых старых зданий театра в Европе (Smock Alley Theatre), самый маленький театр в Ирландии (The New Theatre), один из характерных театров викторианской эпохи (The Olympia), и один из самых известных в стране современных культурных центров (Project Arts Centre).